# Скрипченко Костянтин Петрович
Костянтин Петрович Скрипченко (нар. 26 грудня 1915, Сніжне, Російська імперія — пом. 15 жовтня 1967, Полтава, Українська РСР, СРСР) — український радянський футболіст, воротар.

## Біографія
До складу «Стахановця» переїхав із Сніжного, де працював на шахті № 10-біс. З першого сезону став гравцем основного складу. Мав блискавичну реакцію, грав просто і надійно. У довоєнних чемпіонатах провів 70 ігор і ще 9 у кубку СРСР.
На початку Німецько-радянської війни пішов на фронт. Мінер Костянтин Скрипченко Брав участь у боях за Міллерово, Сталінград, Харків, Сінельниково, Нікополь, Бреслау та ін. Нагороджений орденом Червоного Прапора і двома орденами Червоної Зірки.
1945 року повернувся до складу шахтарської команди, котру кабінетним рішенням, у першій повоєнній першості, понизили в другий дивізіон. Наступного сезону перейшов до складу київського «Динамо» і протягом чотирьох років був дублером Анатолія Зубрицького. Завершував кар'єру футболіста у складі армійської команди зі столиці України.
На початку 50-х років розпочав тренерську діяльність. Очолював полтавські команди «Локомотив», «Колгоспник», «Колос», «Шахтар» (Олександрія), «Шахтар» (Сокаль) і «Нафтовик» (Дрогобич).
2013 року, в донецькому парку ім. Щербакова, була відкрита березова алея пам'яті колишніх гравців «Стахановця» і «Шахтаря», які воювали на фронтах Німецько-радянської війни 1941—1945 років. На меморіальній дошці зазначені імена 32 футболістів-фронтовиків, у тому числі і Констянтина Петровича Скрипченка.